# ألبرتو مارتينز
ألبرتو مارتينز (بالبرتغالية: Alberto Martins‏) هو محامي وسياسي برتغالي، ولد في 25 أبريل 1945 في غيمارايش في البرتغال. حزبياً، نشط في الحزب الاشتراكي (البرتغال). وقد انتخب وزير العدل (26 أكتوبر 2009 – 21 يونيو 2011) وانتخب عضو مجلس الجمهورية ‏.